# Galeão Tecieno Petroniano
Galeão Tecieno Petroniano (em latim: Galeo Tettienus Petronianus) foi um senador romano nomeado cônsul sufecto para o nundínio de novembro a dezembro de 76 com Marco Fúlvio Gilão. Era natural de Asisium, filho de Galeão Tecieno Severo e irmão de Tito Tecieno Sereno, cônsul sufecto em 81.
Galeão Tecieno Severo Marco Epuleio Próculo Tibério Céspio Hispo, cônsul sufecto em 102 ou 103, era seu filho adotivo.